# Rhinophis karinthandani
Rhinophis karinthandani — вид змій з родини щитохвостих (Uropeltidae). Описаний у 2020 році.

## Поширення
Ендемік Індії. Поширений в окрузі Ваянад у штаті Керала на південному заході країни. Мешкає у вічнозеленому лісі у Західних Гатах на висоті 750—850 м.

## Історія відкриття
Голотип (самиця) був зібраний у 1770-х роках у містечку Манантаваді. Точна дата знахідки невідома, але зразок потрапив до колекції Музею природознавства в Лондоні в липні 1879 року. Він був помилково визначений як фенотипово подібний та парапатричний (можливо, частково симпатричний) Rhinophis sanguineus. Паратипи були зібрані в різні дати між 2013—2019 роками. На основі цих зразків у 2020 році індійськими герпетологами, за допомогою іноземних колег, було описано новий вид Rhinophis karinthandani. 

## Назва
Вид названо на честь Карінтадана, легендарного вождя народу панія, якого вбили британські колоністи у 18 столітті. Крім того, з мови малаялам назва karinthandani означає «чорний хребет», що вказує на чорнувате спинне забарвлення новоописаного виду.